# Марк Марций Макр
Марк Марций Макр (лат. Marcus Marcius Macer) — римский политический деятель конца I века — начала II века.
В 95 году Макр занимал должность куратора Аппиевой дороги. Спустя три года он был легатом пропретором Далмации, а затем проконсулом Бетики. В 100 году Марк был консулом-суффектом с Гаем Цильнием Прокулом.